# Catarhoe colorata
Catarhoe colorata là một loài bướm đêm trong họ Geometridae.